# Gåsö
Gåsö es una isla en la provincia sueca de Bohuslän, parte del condado de Lysekil. Gåsö se sitúa en la entrada del fiordo Gullmarn y es una parte de la reserva Gullmarn narure. El archipiélago Gåsö además se compone de dos islas mayores, la isla de Gåsö y la de Storön, acompañadas de un gran número de islas más pequeñas. El antiguo pueblo de pescadores en la isla principal es en la actualidad habitado solo durante el verano, cuando la población llega a aproximadamente 250 personas. Es bien conocida por su belleza, con muchos puertos naturales, siendo un destino popular para los turistas los paseos en bote.